# Zighoud Youcef
Zighoud Youcef là một đô thị thuộc tỉnh Constantine, Algérie. Dân số thời điểm năm 2002 là 31.101 người.